# Nossa Senhora das Dores
Nossa Senhora das Dores (Pronunciación portuguesa: [n'ósA señ'órA d'as d'ores], "Nuestra Señora de los Dolores") es un barrio del distrito de Sede, en el municipio de Santa Maria, en el estado brasileño de Río Grande del Sur. Está situado en el nordeste de Santa Maria.

## Villas
El barrio contiene las siguientes villas: Dores, Loteamento Bela Vista, Loteamento Londero, Vila Cassel, Vila Roemer, Vila Rossato, Vila Sinhá, Vila São Luiz, Vila Tombési.

## Galería de fotos
| Noroeste: Menino Jesus             | Norte: Menino Jesus / Presidente João Goulart | Nordeste: Km 3   |
| Oeste: Centro                      |                                               | Este: Km 3       |
| Suroeste: Nossa Senhora de Lourdes | Sur: Nossa Senhora de Lourdes / Cerrito       | Sureste: Cerrito |